# Gwydir River
La Gwydir River est une rivière située dans la partie nord de l'état australien de Nouvelle-Galles du Sud et un affluent de la Barwon, donc un sous-affluent du Murray, par la Darling.

## Géographie
La rivière prend sa source dans la partie sud des Northern Tablelands près de la ville d'Uralla et coule sur 668 kilomètres d'abord vers le nord-ouest puis vers l'ouest pour finir par se jeter dans la Barwon. Elle traverse les villes de Bundarra, Bingara, Gravesend et Moree. Moree est située sur une branche- la rivière Mehi - de la Gwydir qui se divise en amont de Moree.

## Aménagements
Le barrage Copeton sur la rivière stocke l'eau pour les habitants, le bétail et l'irrigation de la région. La Gwydir River en aval du barrage Copeton propose quelques-uns des plus sauvages lieux de rafting en eau vive disponibles en Australie. Grâce à la rivière, on peut, près de Moree, cultiver du coton ainsi que de nombreux autres végétaux et élever du bétail.